# Куликова, Екатерина Григорьевна
Екатерина Григорьевна Куликова (7 марта 1929, село Великая Шишовка Амвросиевского района Сталинского округа, теперь Шахтерского района Донецкой области — 10 ноября 2016) — украинская советская деятельница, 1-й секретарь Константиновского райкома КПУ Донецкой области. Герой Социалистического Труда (8.04.1971). Член ЦК КПУ в 1971—1976 г..

## Биография
Родилась в семье шахтера. До начала Великой Отечественной войны закончила 4 класса школы. Во время войны находилась на оккупированной территории.
Затем окончила семь классов школы и сельскохозяйственный техникум, где получила специальность агронома-лесомелиоратора.
Член КПСС с 1956 года.
Находилась на партийной работе, делегат XXI съезда КПСС.
В 1965—1973 годах — 1-й секретарь Константиновского районного комитета КПУ Донецкой области.
В 1974—1984 годах — начальник инспектуры Государственной комиссии по сортоиспытания сельскохозяйственных культур в городе Донецке.
С 1984 года — на пенсии в городе Донецке.
10 ноября 2016 года умерла.

## Награды
- Герой Социалистического Труда (8.04.1971)
- два ордена Ленина (30.04.1966, 8.04.1971)
- орден Трудового Красного Знамени (6.12.1973)
- медали
- почетный гражданин Константиновского района Донецкой области (12.12.2002)